# 도릴라이움

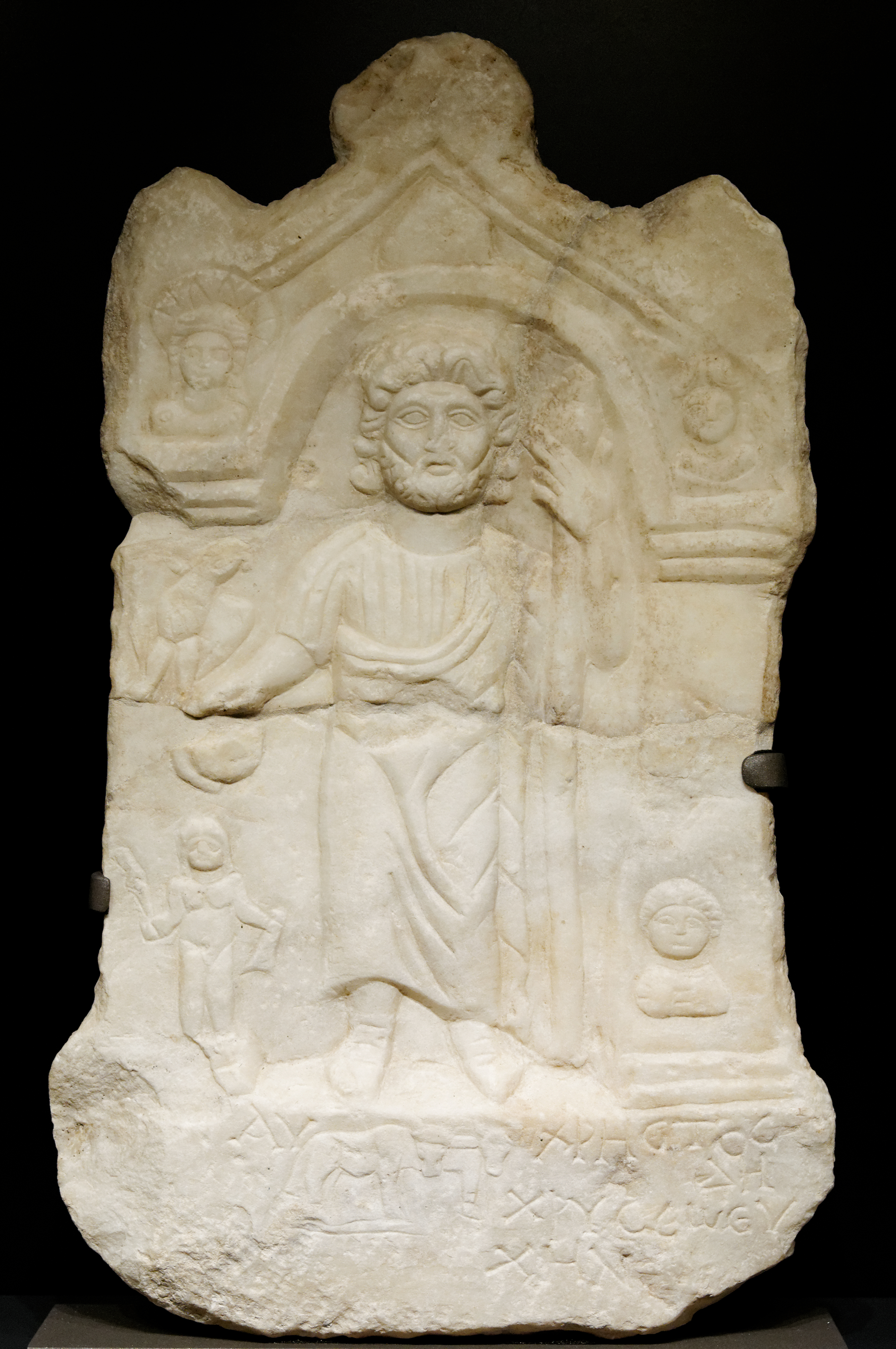
석비에 새겨진 제우스 크리세오스 봉헌문, 서기 3세기, 도릴라이움

도릴라이움 또는 도릴라이온(그리스어: Δορύλαιον; 튀르키예어: Şarhöyük)은 아나톨리아의 고대 도시였다. 현재는 튀르키예 에스키셰히르 시 근처에 위치한 고고학 유적지이다.
원래 위치는 에스키셰히르에서 남서쪽으로 약 10km 떨어진 현재 카라자 히사르로 알려진 곳이었고, 기원전 4세기경에 현대 에스키셰히르 북쪽으로 옮겨졌다.

## 역사

### 초기 청동기 시대
샤르회위크(도릴라이온이라고도 함)는 1989년부터 발굴이 진행되었으며, 가장 이른 시기가 기원전 3천년기로 거슬러 올라가는 일련의 고고학 문화 퇴적층이 발견되었다.
이 도시는 초기 청동기 시대에 번성했다. 기원전 2500년경 북서부 아나톨리아에서는 '데미르지회위크 문화'라는 특히 독특한 문화 집단이 구별된다. 도릴라이움-샤르회위크는 이러한 문화 발전의 중심에 있었다.
도시의 후기 청동기 시대(ŞH V) 층은 이 언덕에서 가장 잘 나타나는 문화 단계 중 하나이다. 2018년에 새로운 루위어 상형 문자 인장이 그곳에서 발견되었다. 이 유물은 히타이트 제국 시대를 나타낸다.
나중에 이 도시는 프리기아인들의 지배하에서도 중요했다.

### 고전 및 중세 시대
훨씬 나중에, 도릴라이움은 로마의 무역 거점이었다. 또한 사도 바울이 서기 50년에 두 번째 선교 여행을 떠났을 때 중요한 도시였을 것이다. 후기 로마의 속주인 프리기아 살루타리스의 일부가 되었을 때 주교 관구가 되었다.
3세기경에는 고트족의 침략 위협을 받았다. 소아시아에 주둔한 로마군은 병력이 부족했고, 해군은 북부 시노페에서 서쪽으로 이동하여 주민들은 무방비 상태에 놓였다. 이 고트족은 흑해를 건너 도나우 강 너머 지역에서 왔다. 도시가 위협받자 사람들은 봉헌된 조각상으로 성벽을 더 빨리 쌓아 침략자들로부터 자신을 보호하려는 급박함을 보여주었다. 1071년 만지케르트 전투 이후 셀주크 튀르크에게 점령되었다.
도릴라이움은 십자군 전쟁 중 두 차례의 전투가 벌어진 곳이었다. 1097년 제1차 십자군 전쟁 중 십자군은 그곳에서 셀주크군을 물리치며 첫 번째 주요 승리를 거두었다. 제2차 십자군 전쟁 중에는 십자군의 주요 패배가 발생하여 독일군의 십자군 기여가 사실상 끝났다.
동로마 황제 마누일 1세 콤니노스는 1175년에 도릴라이움을 요새화했다. 동시대 비잔티움 역사가 니키타스 호니아티스는 마누일이 미리오케팔론 전투 직후 셀주크 튀르크 술탄 킬리치 아르슬란 2세와 협상한 조약의 일부로 파괴하기로 합의했던 도릴라이움의 요새를 파괴하지 않았다고 기록한다. 술탄의 이러한 발전에 대한 대응은 도릴라이움에 대한 직접적인 공격이 아니라 남쪽의 비옥한 메안데르 계곡을 황폐화시키기 위해 대규모 군대를 파견하는 것이었다.
도릴라이움은 무슬림 작가 알-하르위(1215년 사망)에 의해 기독교 영토 끝 국경에 있는 약용 온천 지역으로 묘사되었다.

## 교회사
도릴라이움은 동로마 제국 하에 주교 관구가 되었으며 프리기아의 시나다 관구의 속주교구였다.
4세기부터 9세기까지 7명의 주교가 알려져 있으며, 가장 유명한 사람은 도릴라이움의 에우세비오이다. 이 교구는 12세기까지 시나다의 속주교구 중 하나로 언급되었지만, 그 직후에 폐지되었을 것이다.

### 명목상 교구
도릴라이움은 로마 가톨릭교회의 명목상 교구 목록에 포함되어 있다.
이 교구는 1715년에 도릴라이움으로 명목상 라틴 가톨릭 명목상 주교구로 복원되었으며, 1925년부터는 도릴라에움으로 표기된다.
이 교구는 수십 년 동안 공석이며, 다음의 주교들이 있었으며 모두 최하위(주교) 계급이었다:
- 요한 후고 폰 게르츠 (1715.02.07 – 1716.12.25)
- 루이-필리프-프랑수아 마리아우쇼 데글리스 (1772.01.22 – 1784.12.02)
- 요한 네포무크 폰 볼프 (1788.12.15 – 1818.04.06)
- 미카일로 브라다흐 (1808.09.30 – 1815.12.20)
- 스테파누스 델리아 (1818.05.25 – ?)
- 요한 프리드리히 외스터라이허 (1823.11.17 – 1825.06.26)
- 마티아스 테라자스 (1827.05.21 – ?)
- 존 뱁티스트 살포인트 (1868.09.25 – 1884.04.22), 애리조나 (미국) 교황대리 (1868.09.25 – 1884.04.22); 이후 아나자르부스의 명목상 대주교 (1884.04.22 – 1885.08.18) & 산타페 (미국) 보좌 대주교 (1884.04.22 – 1885.08.18), 산타페의 관구 대주교 계승 (1885.08.18 – 1894.01.07), 콘스탄티아 안테아 토미의 명목상 대주교로 은퇴 (1894.01.21 – 1898.07.15)
- 앙투안-마리-이폴리트 카리에, CSSp (1886.06.08 – 1904.10.13)
- 안타나스 카로사스 (안토니 카라스) (1906.11.08 – 1910.04.07)
- 풀겐티우스 토레스, CongSublOSB (1910.05.10 – 1914.10.05)
- 후안 바우티스타 루이스 이 페레스 (1915.02.22 – 1921.11.30)
- 미켈레 데 조리오 (1921.12.01 – 1922.04.04)
- 벤베누토 디에고 알론소 이 니스탈, OFMCap (1923.11.27 – 1938.05.23)
- 게라르도 산테 메네가지, OFMCap (1938.07.01 – 1938.10.20), 코마키오 (이탈리아) 명예 주교 (1920.12.16 – 1938.07.01), 이후 파플라고니아의 폼페이오폴리스 명목상 대주교 (1938.10.20 – 사망 1945.01.21)
- 로렌츠 젤러, OSB (1939.01.07 – 1945.09.01)
- 요제프 빌헬무스 마리아 바텐 (1945.11.30 – 1951.02.18) 브레다 (네덜란드) 보좌 주교 (1945.11.30 – 1951.02.18), 브레다 주교 계승 (1951.02.18 – 1961.09.08), 스타우로폴리스 명목상 대주교로 은퇴 (1961.09.08 – 1964.08.26)
- 앙리-샤를 뒤퐁 (1951.07.24 – 1972.12.06)

## 같이 보기
- 고대 그리스 도시 목록
- 카라자히사르성

## 내용주
1. ↑  “Eskişehir Kültür Envanteri”. 2020년 7월 30일에 원본 문서에서 보존된 문서. 2018년 5월 4일에 확인함.
2. ↑  Catholic Encyclopedia
3. ↑  Manfred Korfmann 2001, TROIA and the Beginnings of Relations between East and West. (PDF) Phasis. Greek and Roman Studies 4:82‐101. Tbilisi, Georgia.
4. ↑  Mahmut Bilge Baştürk, Meltem Doğan-Alparslan 2018, A New Hieroglyphic Seal from Şarhöyük.
5. ↑  〈Dorylaeum〉. 《가톨릭 백과사전》. 2007년 2월 17일에 확인함.
6. ↑  Treadgold, p. 649.
7. ↑  Lindner, p. 62
8. ↑  Annuario Pontificio 2013 (Libreria Editrice Vaticana, 2013, ISBN 978-88-209-9070-1), p. 883